# Drentsche Hoofdvaart
Pour les articles homonymes, voir Hoofdvaart.
Le Drentsche Hoofdvaart (également Drentse Hoofdvaart ; littéralement Canal principal de Drenthe) est un canal néerlandais de Drenthe.

## Géographie
Le Drentsche Hoofdvaart relie le Meppelerdiep et le Reest à Meppel au Noord-Willemskanaal à Assen et traverse la partie occidentale de la province de Drenthe. Son orientation principale est nord-nord-est, et sa longueur est de 41,8 km.

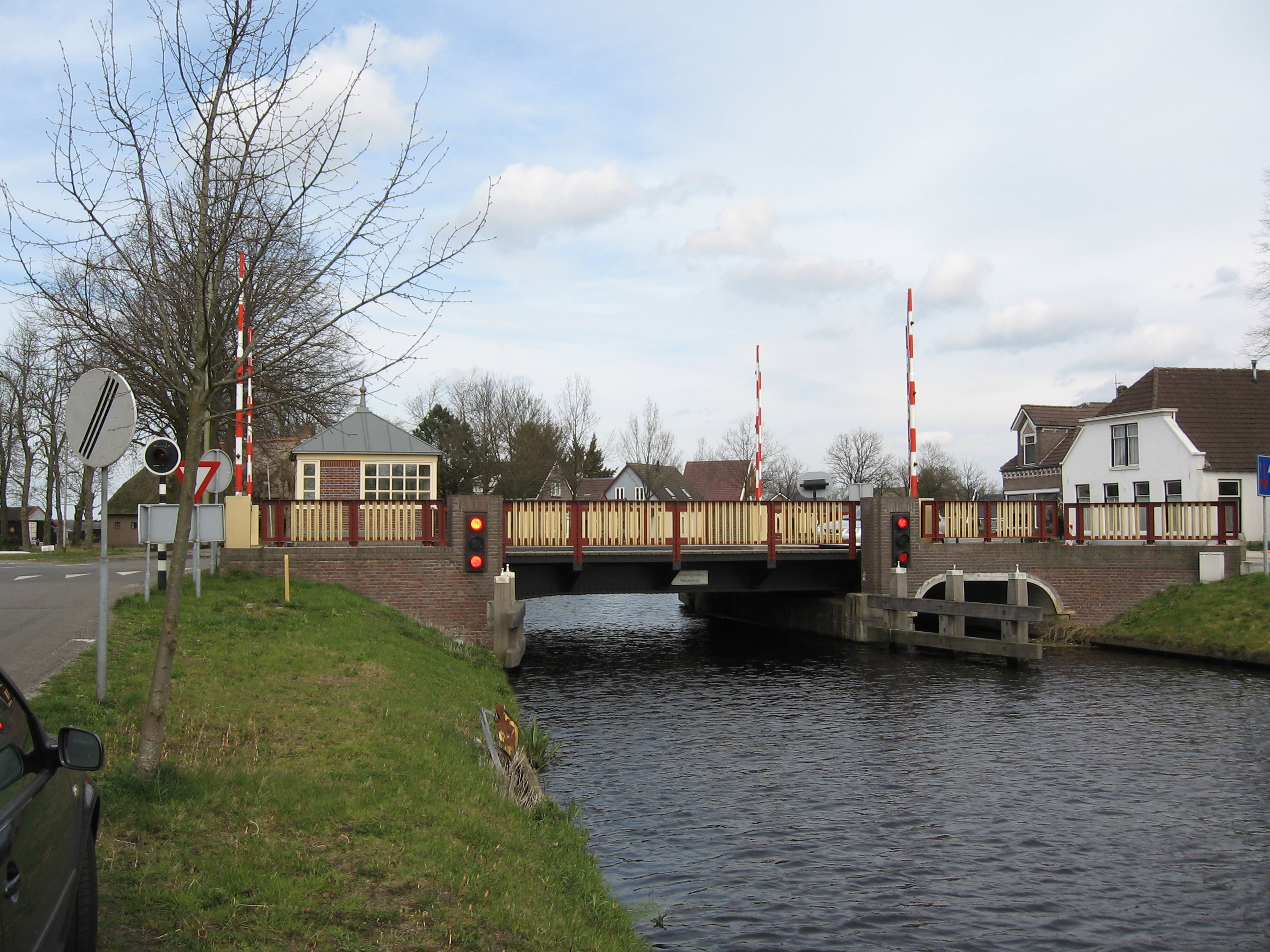
Le Norgerbrug, près de l'embranchement avec le Norgervaart

Le canal communique avec le Norgervaart, le Beilervaart, le Canal d'Oranje et le Witte Wijk. Ce dernier assure la liaison avec l'Opsterlânske Kompanjonsfeart, vers Appelscha en Frise.
Le canal remplit un rôle important dans la maîtrise de l'évacuation des eaux de la partie centrale de la province de Drenthe.

## Histoire
Le canal a été réalisé entre 1767 et 1780 comme amélioration de la Smildervaart. Le dernier tronçon entre Smilde et Assen fut achevé en 1780.
Initialement, le canal fut essentiellement utilisé pour le transport fluvial de la tourbe des tourbières de l'est de Drenthe et du sud-est de Groningue. Au milieu du XXe siècle, le transport s'est diversifié. Depuis les années 1980, le canal remplit de moins en moins une fonction de transport professionnel ; aujourd'hui, il est essentiellement fréquenté par des bateaux de plaisance.

## Source
- (nl) Cet article est partiellement ou en totalité issu de l’article de Wikipédia en néerlandais intitulé « Drentsche Hoofdvaart » (voir la liste des auteurs).